# أسامة المولد
أسامة مبروك المولد (مواليد 15 مايو 1984)، لاعب كرة قدم سعودي معتزل، لعب كمدافع لنادي الاتحاد السعودي طوال مسيرته الرياضية.
لعب مع الاتحاد في كأس العالم للأندية 2005 ولعب عدة مرات مع منتخب المملكة العربية السعودية لكرة القدم، بما في ذلك بطولة العالم للشباب لكرة القدم لعام 2003 في الإمارات العربية المتحدة.

## روابط خارجية
- أسامة المولد على موقع الاتحاد الدولي (مؤرشف)  (الإنجليزية)
- أسامة المولد على موقع قاعدة بيانات كرة القدم.إي يو (الإنجليزية)
- أسامة المولد على موقع ناشيونال فوتبول تيمز (الإنجليزية)